# Sächsischer Landbund
Der Sächsische Landbund war ein Landbund im deutschen Freistaat Sachsen, der zwischen 1920 und 1933 bestand. Er war personell eng mit dem Sächsischen Landvolk verbunden, das in Abstimmung mit dem Landbund mehrfach Abgeordnete in den Sächsischer Landtag entsandte, die dort meist eng mit der DNVP zusammenarbeiteten. Der Sächsische Landbund war eine Gliedorganisation im Reichslandbund, der größten deutschen Bauernvereinigung mit konservativ-antidemokratischer Ausrichtung.
Der Sächsische Landbund war von seiner Ideologie her nationalistisch-konservativ ausgerichtet. Seine Mitglieder waren vor allem Landwirte aus allen Teilen Sachsens. Dadurch bedingt war er in ländlichen Regionen sehr stark, in Städten hingegen kaum vertreten. 
1928 hatte der Landbund in Sachsen rund 60.000 Mitglieder und gab für diese ein eigenes Mitteilungsblatt heraus.
Der Sächsische Landbund schloss sich ab 1931 wie auch der Reichslandbund der „nationalen Opposition“ (Harzburger Front) an und hielt eine eigene Bauernpartei fortan nicht mehr für sinnvoll. Nachdem der Reichslandbund beschlossen hatte, die eigene politische Neutralität wiederherzustellen, hat der sächsische Landbund Anfang Februar 1932 seinen fünf Abgeordneten nahegelegt, die Fraktion aufzulösen. Vier (Richard Schladebach, Alfred Troll, Alfred Hauffe und Robert Bauer) schlossen sich der DVNP ab, Heinrich Dankemeyer behielt sich eine Entscheidung vor. Danach begab sich der Sächsische Landbund ganz in die politische Richtung der rechten Opposition. Die Auslösung erfolgte am 3. Februar.
Hauptgeschäftsführer und Direktor des Landbundes war der Kapitän zur See a. D. Otto Feldmann, der im Dezember 1932/Januar 1933 persönlich an den heftigen Agitationen der Reichslandbundführung in Berlin gegen den Reichskanzler Kurt von Schleicher beteiligt war, die entscheidend zum Weg Adolf Hitlers an die Macht beitrugen.
Anfang Mai 1933 wurde der Sächsische Landbunde dem landwirtschaftlichen Gaufachberater der NSDAP Hellmut Körner unterstellt und damit gleichgeschaltet. Der bisherige Vorsitzende, der Freigutbesitzer Richard Schladebach (DNVP) aus Wurzen erhielt lediglich einen Platz im Vorstand.
Mit der Konstituierung der Landwirtschaftskammer Sachsen am 1. Juni 1933 in Dresden im Zuge der völligen Neuordnung der Landwirtschaft in Sachsen hörte der Sächsische Landbund auf zu existieren.